# 加茂谷川 (那賀川水系)
加茂谷川（かもだにがわ）は、徳島県阿南市を流れる那賀川水系の河川である。

## 地理
阿南市加茂町の水源から同市同町貝で那賀川に合流する。途中、徳島県道28号阿南小松島線に沿って流れている。主流はすべて横谷で、阿瀬比町方面と醍醐付近に秩父帯の石灰岩層が存在し、採掘中である。
黒河はかつて滝の岩屋という鍾乳洞があったが、石灰岩採掘のため破壊された。中流西方山頂に四国八十八箇所霊場第二十一番札所・太龍寺が、下流の東加茂にはお松大権現がある。

## 名所
- 太龍寺
- お松大権現